# دیتافلکس
دیتا فلکس (به انگلیسی: DataFlex) یک سیستم مدیریت پایگاه داده رابطه‌ای است، خود به عنوان یک پایگاه داده توسعه برنامه‌های کاربردی است، حدود سال ۱۹۸۰ آغاز شده‌است.
این یک مثال نسبتاً اولیه از یک زبان برنامه‌نویسی به‌طور کامل تکامل یافته و تجاری است که در نسل چهارم زبان‌های برنامه نویسی استفاده می‌شد. در اشکال اولیه خود، دیتا فلکس برای یونیکس، اوپن‌وی‌ام‌اس،TurboDOS،Novell NetWare،CP/M، ام اس داس و سیستم عامل‌های او اس در دسترس بود. دیتا فلکس در شرکت دسترسی به داده‌ها واقع در میامی تولید شد. شرکت دسترسی به داده‌ها در سال ۱۹۷۶ تأسیس شد.
تا به امروز، دوره دیتا فلکس مانند یک طاقچه محیط توسعه نرم‌افزاری به طول انجامیده است. محصول دیتا فلکس پشتیبانی‌های بسیاری از محیط‌های پایگاه داده:اوراکل، اس‌کیوال سرور مایکروسافت ,IBM DB۲ ,مای‌اس‌کیوال و SQL فراگیر و همچنین هر پایگاه داده  ODBC  دارد. برنامه‌های کاربردی دیتا فلکس توسط حدود سه میلیون کاربر در سراسر جهان مورد استفاده قرار گرفت.

## ویژگی‌ها
زبان برنامه‌نویسی دیتا فلکس خود را از دیگر زبان‌های برنامه‌نویسی از طریق راه‌های زیر متمایز می‌سازد:
- تعویض راحت بین پایگاه‌های داده، هیچ تغییری در کد مورد نیاز نیست. هیچ تلفیقی مورد نیاز نیست.
- متغیرها از تایپ آزاد هستند. ماشین مجازی از تبدیل‌ها مراقبت می‌کند.
- انعطاف‌پذیری دارد، شما می‌توانید دستورهای خود را تعریف کنید.
- کد ترجمه می‌شود به یک کد میانی بایت کد که باعث می‌شود برنامه‌ها بین سیستم عامل‌ها به راحتی قابل حمل باشند.
- بدون رشته رشته شدن یا چند وظیفگی
- متدها می‌توانند در داخل تعریف شی تعریف یا باز تعریف شوند.
- اعزام نماینده خودکار پیام‌ها در محیط برنامه نویسی شی گرا.
- دسترسی به پایگاه‌های داده جاسازی شده بر اساس ISAM است. می‌توان از حق امتیاز رایگان استفاده شود.

## محیط‌های توسعه
زبان برنامه‌نویسی دیتا فلکس در محیط‌های توسعه زیر استفاده می‌شود:
- دیتا فلکس-آخرین از سر گیری از برنامه کاربردی مدل کاراکتر اصلی به عنوان یک برنامه مدل کنسول که برای MS-DOS، ویندوز ماکروسافت و متغیرهای یونیکس (به ویژه در لینوکس) در دسترس است.
- دیتا فلکس دیداری-این محیط توسعه شاخص از شرکت دسترسی به داده‌ها است. نسخه فعلی ۱۶٫۱(۲۰۱۱)VDF در دسترس است که فقط برای ویندوز ماکروسافت در دسترس می‌باشد. دیتا فلکس دیداری یک زبان توسعه یافته GUI در یک سبک است و قابل مقایسه با ویژوال بیسیک، دلفی و سی پلاس پلاس می‌باشد.
- سرور برنامه کاربردی وب فقط برای سرویس‌های اطلاعات اینترنتی و ASP در دسترس است. سرور برنامه کاربردی وب برای توسعه برنامه‌های کاربردی نازک سرویس گیرنده مانند برنامه‌های کاربردی مبتنی بر مرورگر (هر دو مرورگرهای طبقه کامل از قبیل اینترنت اکسپلورر،موزیلا فایرفاکس و اپرا و همچنین مرورگرهای WAP) می‌تواند مورد استفاده قرار گیرد. توسعه دهندگان نیز می‌توانند سرویس وب مشتری و برنامه‌های کاربردی سرور را تولید کنند.